# 南张圣若瑟善终主保堂
31°07′41″N 121°22′07″E / 31.12805°N 121.36857°E
南张天主堂，堂名“圣若瑟善终主保堂”，是一个砖木结构的天主教教堂，位于现上海市闵行区莘庄镇秀文路485弄50号。2014年4月4日，上海市人民政府公布其为第八批上海市文物保护单位。

## 沿革
始建于1876年，当时称为“南钱天主堂”，位于莘庄乡明星村南张。光绪二十四年农历六月十四日（1898年8月1日）晚，两群饥民向南钱天主堂乞讨，堂内称无米粮。次日，饥民涌向本地教徒张渠乡等家中抢夺，并摧毁教堂。之后教堂要求政府向乡民摊派1.8万两银作为补偿，并于1901年重建，正立面使用了文艺复兴式的拱门，堂前半圆形花园广场四周环36根石柱，有典型的文艺复兴教堂的特征。当地人俗称“小罗马”。
1950年，中国人民解放军某师炮兵一团驻扎此地，之后改由乡政府使用。1959年，当地七一公社创办农业中学，占用南张天主堂。1961年停办，1964年重建，1968年再次停办。文化大革命期间，教堂顶部遭到拆毁。1989年，重新恢复教堂，并于同年12月11日正式复堂。同年，上海天主教会在张天主堂建立上海郊区南张安老院，收养老年教职人员和教徒。2014年4月4日，上海市人民政府公布其为第八批上海市文物保护单位。